# 星野稔
星野 稔（ほしの みのる）は、日本の化学者（ペプチド科学・生理化学）。学位は理学博士（東京大学・1977年）。静岡県立大学薬学部教授・大学院薬学研究科教授。

## 経歴
東京大学では理学部生物化学科を卒業し、同大学の大学院に進み理学系研究科にて学んだ。1977年 東京大学 理学博士 論文は「テトラヒメナ繊毛ダイニンの研究」。
その後、生物科学総合研究機構から岡崎国立共同研究機構に所管が移ったばかりの生理学研究所にて助手として採用される。1987年には 新設されたばかりの静岡県立大学に転じ、同大学の薬学部の助教授となった。なお、静岡県立大学の発足に伴い1990年に静岡薬科大学が閉学となったが、それまでの間は、静岡薬科大学薬学部の助教授としても活動している。1990年代には、いったん同大学の大学院に配属され生活健康科学研究科の環境科学専攻にて助教授を務めた。その後、同大学の薬学部に復帰し、教授に就任した。
現在は、静岡県立大学にて薬学部の薬科学科に在籍し、そちらの教授を本務としている。また、大学院にて薬学研究科の製薬学専攻にも属しており、そちらの教授を兼任している。

## 略歴
- 1970年 - 東京大学理学部卒業。
- 1976年 - 東京大学大学院理学系研究科退学。
- 1981年 - 生理学研究所助手。
- 1987年 - 静岡県立大学薬学部助教授。
- 1991年 - 静岡県立大学大学院生活健康科学研究科助教授。
- 1996年 - 静岡県立大学薬学部教授。

## 寄稿
- 星野稔稿「テトラヒメナ繊毛の14S30Sダイニンの相互関係」『動物学雑誌』82巻4号、日本動物学会、1973年12月25日、334頁。ISSN 0044-5118
- 星野稔稿「テトラヒメナ繊毛30Sダイニンのトリプシン消化」『動物学雑誌』84巻4号、日本動物学会、1975年12月25日、417頁。ISSN 0044-5118
- 星野稔稿「チューブリンによるダイニンATPaseの活性促進について」『動物学雑誌』85巻4号、日本動物学会、1976年12月25日、431頁。ISSN 0044-5118
- CHIZUKO YANAIHARA et al. "IMMUNOCHEMICAL APPROACH TO INSULIN RECEPTOR WITH USE OF SYNTHETIC PEPTIDES", Acta histochemica et cytochemica, Vol. 20, No. 2, Kyoto: Japan Society of Histochemistry and Cytochemistry, 1987, pp. 245-250. ISSN 0044-5991
- 矢内原昇編集『内分泌生理化学』南江堂、1994年。ISBN 4524401180
- YU Xinmin et al. "Synthesis of Rat Prosecretin Related Peptides and Its Immunochemical Characterization", Peptide chemistry : proceedings of the ... Symposium on Peptide Chemistry, Minoh: Protein Research Foundation, October 1, 1996, pp. 121-124.
- 木苗直秀ほか稿「金魚を用いる変異原性とエストロジェン活性の同時測定」『日本環境変異原学会大会プログラム・要旨集』31号、日本環境変異原学会、2002年10月31日。